# Capela de Santana
Capela de Santana egy község (município) Brazília Rio Grande do Sul államában, Porto Alegre metropolisz-övezetében (Região Metropolitana de Porto Alegre, RMPA). Népességét 2021-ben 12 183 főre becsülték.

## Története
Területén természeti népek (tape és guaicanã indiánok) laktak. A gyarmatosító portugálok 1738 és 1745 között kezdték benépesíteni a Caí és Sinos közötti régiót, 1757-ben pedig az egyházi okmányok nyolc farmról számoltak be, amelyeken szarvasmarhát tenyésztettek, és néhány tucat ember lakta. A gyarmati telepek csak a 19. század elején jelentek meg; 1814-ben alakult meg a Santana do Rio dos Sinos egyházközség, a későbbi Capela de Santana, amelyből később több település vált ki. 1846-ban Santana do Rio dos Sinost São Leopoldo kerületének nyilvánították, majd 1892-ben São Sebastião do Caí kerülete lett. 1912-ben bevezették a telefonszolgáltatást, 1914-ben megérkezett a vasút, 1949-ben villamosították a települést. 1951-ben felvette a Capela de Santana nevet. 1987-ben függetlenedett és 1989-ben önálló községgé alakult.

## Leírása
Székhelye Capela de Santana, további kerületei nicnsenek. A Caí folyó völgyében helyezkedik el, Porto Alegretől 40 kilométerre északra.